# Relaciones Líbano-Uruguay
Las relaciones Líbano-Uruguay son las relaciones exteriores entre Líbano y Uruguay. Uruguay reconoció la independencia del Líbano el 22 de noviembre de 1943. Ambos países establecieron relaciones diplomáticas el 25 de octubre de 1945.
Ambos países son miembros del Grupo de los 77.

## Libaneses en Uruguay

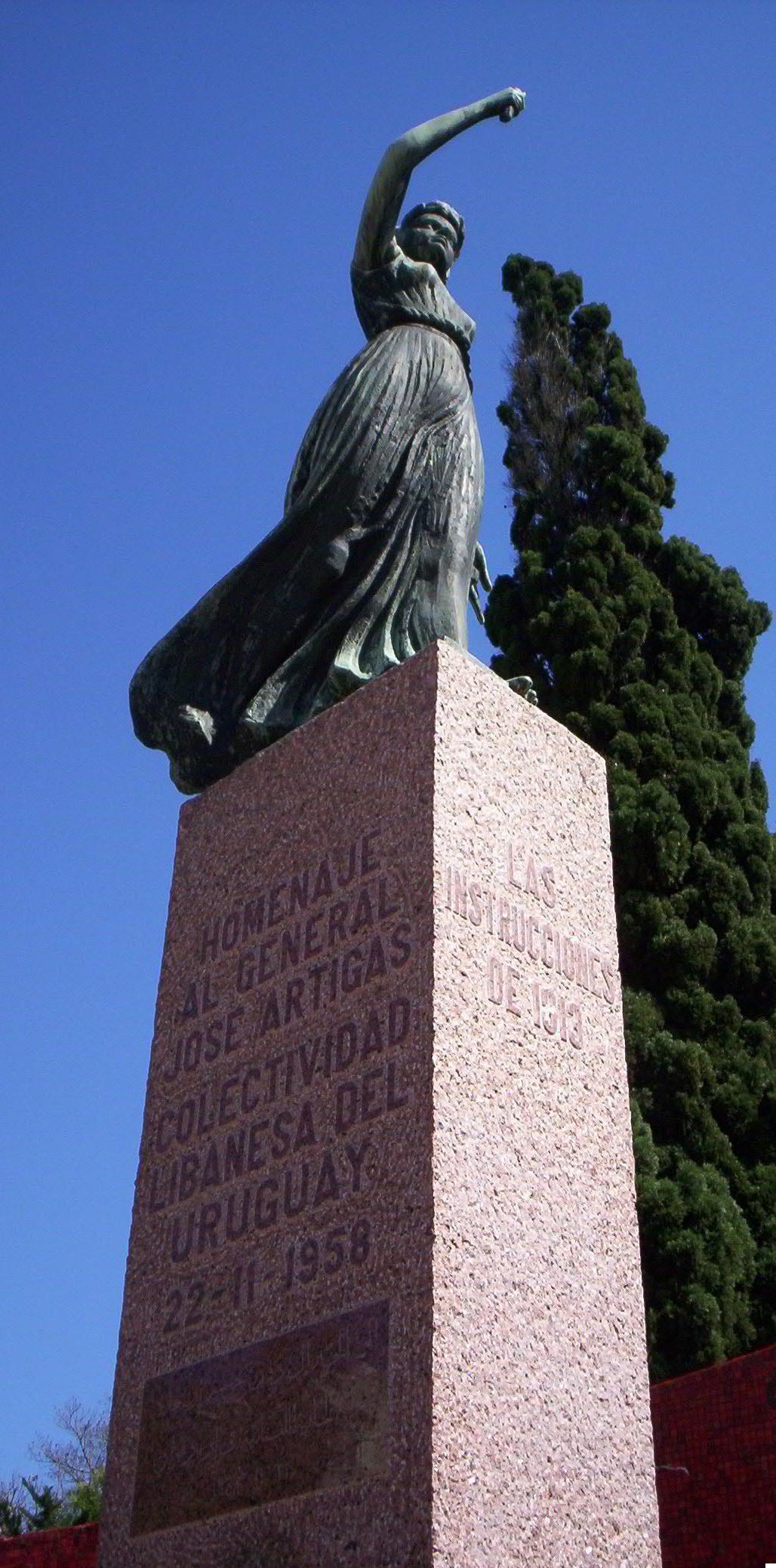
Monumento conmemorativo al héroe nacional uruguayo José Gervasio Artigas, dedicado por la comunidad libanesa en Uruguay.

Los primeros inmigrantes libaneses llegaron a Uruguay en la década de 1860. En 1954 había 15.000 personas de la diáspora libanesa viviendo en Uruguay. En 2009 el número había crecido a cerca de 55.000. En 1997, el orador de la casa de Uruguay señaló que su parlamento de 99 escaños tiene dos miembros de origen libanés, incluido él mismo.

## Relaciones diplomáticas
En 1924 Uruguay estableció un Consulado Honorario en Beirut, y el 16 de noviembre de 1928 lo convirtió en un Consulado General para el Estado del Gran Líbano y Siria. El 25 de octubre de 1945, el Gobierno del Uruguay fue uno de los primeros países en abrir relaciones diplomáticas con el recién independizado estado de Líbano, actualizando su misión de Beirut a una Embajada. En 1954 el presidente libanés Camille Chamoun visitó Uruguay. El 31 de mayo de 1954 firmó el primer tratado entre los dos países en Montevideo.
De 1946 a 1963, el Líbano estuvo representado en Uruguay por un Consulado Honorario del Líbano en Montevideo. Desde 1963, el Líbano estuvo representado a través de su Embajada de Líbano Buenos Aires, Argentina. En 1971, el Líbano estableció una misión diplomática en Montevideo, con representación a nivel de embajadores.
En diciembre de 1999, Zafer El-Hasan, secretario general de la Cancillería libanesa, mantuvo conversaciones bilaterales con el vicecanciller uruguayo, Roberto Rodríguez Pioli, sobre el fortalecimiento de las relaciones entre ambos países en los campos político, económico y cultural. Pioli visitaba Líbano con una delegación de empresarios de origen libanés. Los dos representantes firmaron un acuerdo de cooperación cultural.
Ha habido controversia en Uruguay sobre las relaciones con el Líbano. Julio María Sanguinetti del Partido Colorado (Partido Colorado), presidente de 1995 a 2000, dijo en una entrevista después de perder el poder que Uruguay se equivocó al apoyar al Líbano en disputas con Israel debido al fracaso del Líbano Para combatir el terrorismo.
En mayo de 2007 el presidente libanés Emile Lahoud condecoró al Embajador saliente de Uruguay, Vos Alberto Rubio, con la Orden Nacional del Cedro, en agradecimiento por su trabajo diplomático. El embajador inauguró más tarde un busto de José Artigas, el libertador del Uruguay, conmemorando casi 49 años de relaciones diplomáticas ininterrumpidas entre los dos países. Más tarde, en el año 2007, Jorge Luis Jure Arnoletti se convirtió en el nuevo embajador uruguayo en el Líbano.
Tras la sorpresiva elección de un gobierno occidental en Líbano durante el mes de junio de 2009, Uruguay felicitó al presidente Michel Leleiman, al nuevo gobierno y al pueblo del Líbano, manifestando que esperaban que los recientes acontecimientos los unieran con vínculos muy estrechos.

En abril de 2011, el ministro de Relaciones Exteriores Luis Almagro hizo una visita oficial al Líbano y otros países de Oriente Medio.

## Conflictos Líbano-Israel
Uruguay siempre ha apoyado al Líbano en disputas con Israel. Cuando estalló el conflicto de 1978 en el sur de Líbano, el parlamento de Uruguay fue el único en América del Sur que tomó una decisión exigiendo la implementación de la Resolución 425 del Consejo de Seguridad de las Naciones Unidas de 1978, llamando a Israel Para retirar inmediatamente sus fuerzas del Líbano. Durante la guerra del Líbano 2006, cinco familias uruguayas de origen libanés fueron atrapadas en el conflicto, pero lograron escapar del Líbano a Siria. Uruguay coordinó con Venezuela para evacuar a sus ciudadanos. El canciller uruguayo, Reinaldo Gargano, declaró que Israel debe cesar el fuego y comenzar las conversaciones con el Líbano bajo la supervisión de las Naciones Unidas.

## Misiones diplomáticas residentes
- Líbano tiene una embajada en Montevideo.
- Uruguay tiene una embajada en Beirut.